# 保山耕一
保山 耕一（ほざん こういち、1963年 - ）は、日本の映像作家。
1963年、大阪府東大阪市出身。
第7回水木十五堂賞受賞。第24回奈良新聞文化賞受賞。US国際映画祭でドキュメンタリー部門最優秀賞「ベスト・オブ・フェスティバル」を受賞。
2013年、直腸がんとわかる。
奈良県生駒市在住。